# Sluisgracht (schip, 2001)
De Sluisgracht is een Nederlands vrachtschip. Het is gebouwd door de Poolse scheepswerf Stocznia Szczecinska Nowa Sp. z o.o. in Szczecin. Het is het derde schip in een serie van vijf schepen, die alle op dezelfde werf gebouwd werden: de Stadiongracht, opgeleverd september 2000, de Scheldegracht, opgeleverd 14 december 2000, deze Sluisgracht, de Spuigracht, opgeleverd 6 maart 2001 en de Statengracht, die in juli 2004 opgeleverd werd.
Het schip is in principe geschikt voor alle soorten vracht. Het vaart onder Fins/Zweedse ijsklasse 1A, dat wil zeggen dat het geschikt is om zonder ijsbreker door ijsvelden te varen. Door de eigen kranen aan boord kan het onder andere onderdelen vervoeren naar bestemmingen zonder voldoende loscapaciteit, bijvoorbeeld de wieken van windturbines die op zee worden geplaatst.
De opvallende constructies aan stuurboord dienen om via de zijkant van het schip de ruimen te kunnen laden. Ze hebben deuren die naar buiten kunnen zwenken om bescherming tegen de regen te kunnen bieden, waarmee wordt bereikt dat onder alle weersomstandigheden kan worden gewerkt.
Het schip heeft laadruimen die niet alleen met hydraulisch bediende vouwluiken, (de bovenste luiken), worden afgesloten, maar daaronder ligt nog een tweede dek met luiken als pontons, die door de scheepskranen kunnen worden gelicht. Daarmee kunnen drie tussendekken worden gecreëerd of, als ze verticaal worden geplaatst, afscheidingen vormen tegen het verschuiven van bulklading als graan of andere ladingen.

## Aan de grond
Het schip kwam in het nieuws omdat het 19 mei 2010 op 5 km Noord/West van Cadzand in de Westerschelde aan de grond was gelopen. Dat werd veroorzaakt doordat de motor van het schip was gestopt, volgens het kustwachtcentrum in Den Helder. De motor werd gestopt nadat een uitlaatgassen pijp gescheurd was. Om brand in machinekamer te vermeiden, werden de motor gestopt met de noodstop op de navigatie brug.Het was geladen met 18.600 ton koalin klei, China klei vanuit Vila do Conde, Brazilië. Om 16.30 werd het, bij opkomend tij, weer vlot getrokken door de sleepboten Multratug 10 van Multraship en de Union Topaz en Union Emerald van de Unie van Redding- en Sleepdienst en ging voor anker in de Wielingen voor reparatie en inspectie.. Bij docking in Antwerpen de volgende week, werd geen schade aan schip gevonden.